# Hämeenjärvi (sjö i Norra Österbotten)
Hämeenjärvi är en sjö i Finland. Den ligger i kommunen Uleåborg i landskapet Norra Österbotten, i den centrala delen av landet, 600 km norr om huvudstaden Helsingfors. Hämeenjärvi ligger 33,9 meter över havet. I omgivningarna runt Hämeenjärvi växer i huvudsak blandskog. Arean är 1,05 kvadratkilometer och strandlinjen är 5,65 kilometer lång. Sjön  ingår i Bottenvikens kustområde. 